# Christine Ohuruogu
Christine Ijeoma Chika Ohuruogu (Londen, 17 mei 1984) is een voormalige Britse sprintster van Nigeriaanse afkomst, die was gespecialiseerd in de 400 m. Ze werd olympisch kampioene en wereldkampioene in deze discipline. Ze nam viermaal deel aan de Olympische Spelen en won, naast haar olympische titel, in totaal nog drie andere medailles, waarvan twee op de 4 x 400 m estafette. Ook bij andere gelegenheden boekte zij vele successen op dit onderdeel.

## Biografie

### Jeugd
Christine Ohuruogu is in Londen geboren als kind van Nigeriaanse ouders. Ze groeide op minder dan een mijl van het olympisch stadion in Stratford. Ze studeerde taalkunde aan het University College London. Daar deed Christine Ohuruogu aan netbal, maar stopte hier in 2003 mee om zich op atletiek toe te leggen.
Haar eerste internationale succes was het behalen van een bronzen medaille op de 400 m met een tijd van 54,21 s tijdens de Europese kampioenschappen voor junioren in 2003 in het Finse Tampere.

### Senioren
In 2004 nam Ohuruogu deel aan de Olympische Spelen van Athene, maar werd in de halve finale van de 400 m uitgeschakeld. Ze eindigde in haar halve finale als vierde in 51,00. De finale haalde ze wel op de 4 x 400 m estafette, waarin zij met haar team vierde werd.
Na op de wereldkampioenschappen van 2005 in Helsinki op de 400 m opnieuw niet verder te zijn gekomen dan de halve finale, won Ohuruogu een bronzen medaille op de 4 x 400 m estafette samen met haar teamgenotes Lee McConnell, Donna Fraser en Nicola Sanders.
Op de 400 m tijdens de Gemenebestspelen 2006 veroverde Christine Ohuruogu goud in een persoonlijk record van 50,28. Ze versloeg hiermee de favoriete Tonique Williams-Darling. Ze was op deze Spelen bovendien de laatste loopster van het Britse 4 x 400 m estafetteteam, dat in eerste instantie de wedstrijd leek te hebben gewonnen. Naderhand bleek echter, dat bij het overgeven van de estafettestokjes de Engelse ploeg op de verkeerde plek had gestaan, waardoor het Australische team op onreglementaire wijze werd gehinderd. Het Britse viertal werd vervolgens gediskwalificeerd.

### Schorsing
In augustus 2006 werd Ohuruogu door de IAAF voor een jaar geschorst wegens het missen van drie "out-of-competition" dopingtesten (één oktober 2005, twee in juni 2006). Door de British Olympic Association werd ze levenslang uitgesloten voor de Olympische Spelen. Dit laatste vocht ze aan bij het Hof van Arbitrage voor Sport, maar verloor deze zaak. Het beroep dat zij hier vervolgens tegen aantekende, eindigde wél in haar voordeel: het beroepspanel besloot dat er voldoende verzachtende omstandigheden waren om de schorsing te beëindigen.

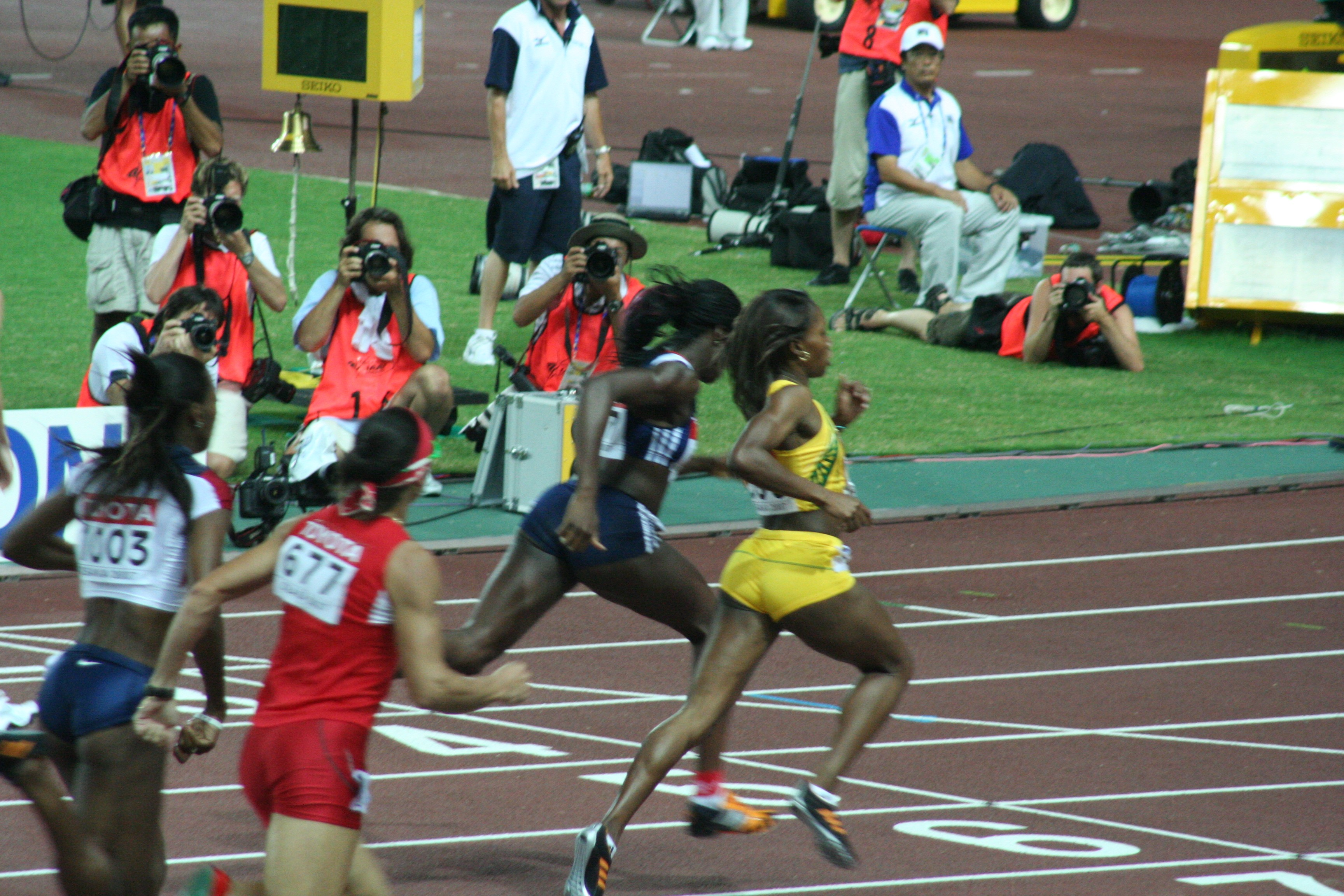
Christine Ohuruogu (midden, blauw tenue) wint de 400 m op de WK in Osaka.

### Comeback
Haar schorsing door de IAAF liep op 5 augustus 2007 af. Een dag hierna werd ze geselecteerd voor het Britse team en op 29 augustus 2007 won ze op de WK in Osaka onverwachts de wereldtitel op de 400 m. Haar landgenote Nicola Sanders won het zilver. Als klap op de vuurpijl snelde zij vervolgens op de 4 x 400 m estafette, samen met Marilyn Okoro, Lee McConnell en Nicola Sanders, ook nog eens naar de bronzen medaille in de nationale recordtijd van 3.20,04.
Een jaar later was zij op de Olympische Spelen van 2008 in Peking opnieuw de sterkste op de 400 m. Met een tijd van 49,62 veroverde zij de gouden medaille en versloeg ze de Jamaicaanse Shericka Williams (zilver; 49,69) en de Amerikaanse Sanya Richards (brons; 49,93). Vervolgens was er ook nog een brons voor haar weggelegd op de 4 x 400 m, al hoorde zij dit pas jaren later. Aanvankelijk was zij met haar teamgenotes Kelly Sotherton, Marilyn Okoro en Nicola Sanders namelijk vijfde geworden in 3.22,68. Pas in 2017 werden twee landen, Rusland en Wit-Rusland gediskwalificeerd, nadat dopinggebruik was vastgesteld. Hierdoor schoof de Britse ploeg op naar de derde plaats.

### WK 2009
Op de WK van 2009 in Berlijn gold Ohuruogu op basis van haar in Peking opgebouwde status vanzelfsprekend als favoriete voor de eindzege op de 400 m. Die verwachting maakte ze niet waar. Hoewel zij in de finale van dit atletiekonderdeel met 50,21 haar beste seizoenstijd realiseerde, had zij minstens 0,6 seconde sneller moeten lopen om in de prijzen te vallen. Nu ging de overwinning naar Sanya Richards, die met 49,00 de beste wereldjaarprestatie neerzette. De Britse olympische kampioene werd vijfde. Op de 4 x 400 m estafette eindigde het Britse vrouwenteam met Christine Ohuruogu in de gelederen in 3.25,16 als vierde en ook hier viel ze dus buiten de medailles. Ook ditmaal speelde echter een diskwalificatie het Britse viertal jaren later in de kaart. Het Russische kwartet werd, nadat een dopingovertreding was geconstateerd bij Anastasia Kapatsjinskaja, een van de Russische vier in 2009, in 2016 alsnog gediskwalificeerd. Hierdoor kreeg de Britse ploeg, net als het jaar ervoor op de Spelen in Peking, een tweede bronzen medaille in de schoot geworpen.

### WK 2011
In 2011 nam Ohuruogu op de 400 m en de 4 x 400 m estafette deel aan de WK in Daegu. Op de individuele 400 m was ze gauw klaar, want in haar serie werd zij vanwege een valse start gediskwalificeerd. Op de 4 x 400 m deed ze het beter. Samen met Perri Shakes-Drayton, Nicola Sanders en Lee McConnell snelde zij in 3.23,63 naar de vierde plaats. Jaren later bleek die om dezelfde reden als op de WK van twee jaar eerder opnieuw brons te hebben opgeleverd.

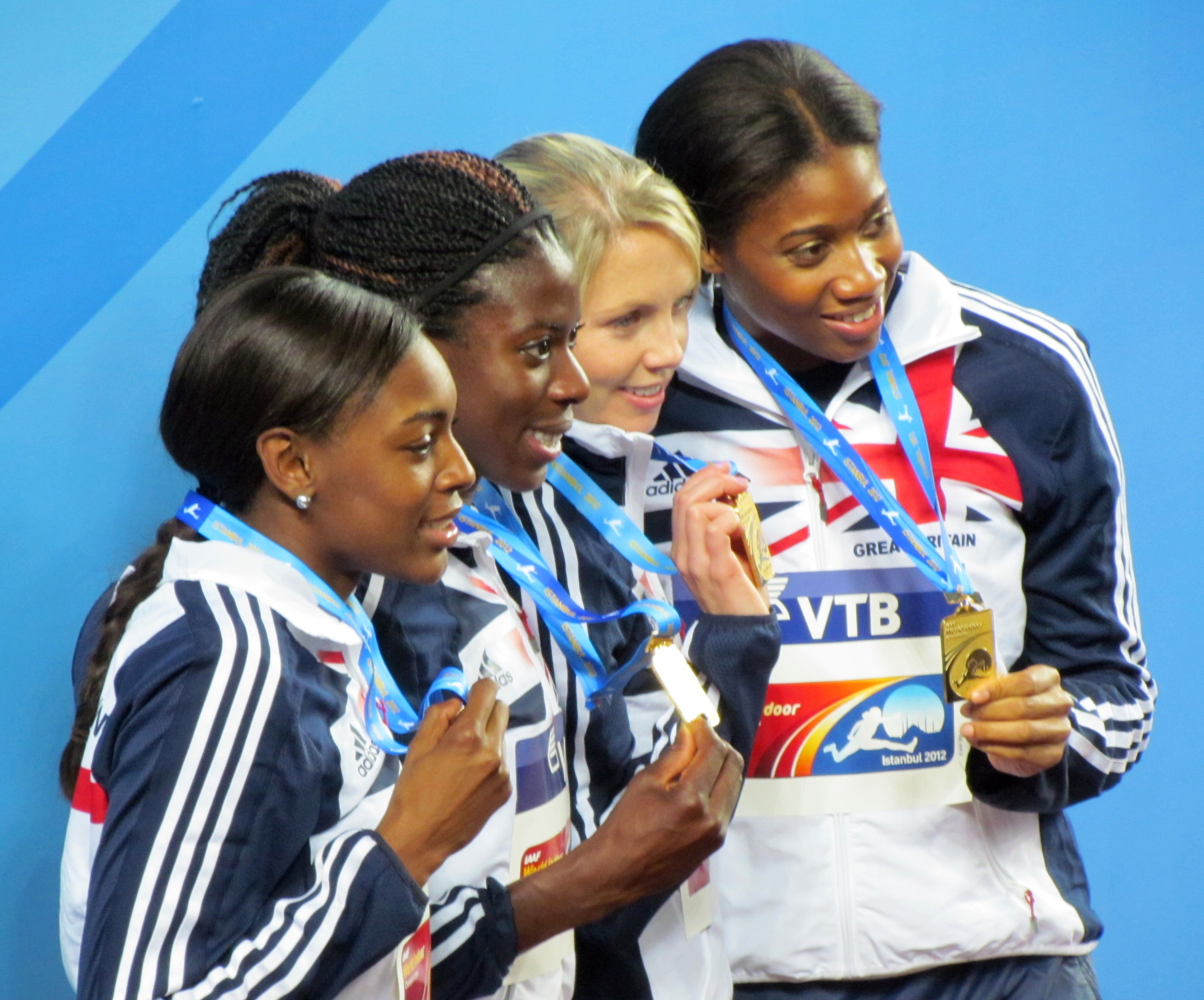
Goud op de WK indoor in 2012. V.l.n.r. Perri Shakes-Drayton, Christine Ohuruogu, Nicola Sanders en Shana Cox.

### OS 2012
In 2012 kwam tijdens de WK indoor de overwinning op de 4 x 400 m estafette echter tot stand in een rechtstreeks duel, zonder diskwalificaties. In 3.28,76, op dat moment de snelste tijd van het jaar, waren Shana Cox, Nicola Sanders, Christine Ohuruogu en Perri Shakes-Drayton iedereen te snel af.
Later dat jaar, op de Olympische Spelen van 2012 in Londen, nam Ohuruogu deel aan de 400 m en de 4 x 400 m estafette. Op de 400 m won ze een zilveren medaille. Met een tijd van 49,70 finishte ze achter de Amerikaanse Sanya Richards-Ross (goud; 49,55) en voor de Amerikaanse DeeDee Trotter (brons; 49,72). Op de estafette werd ze met haar teamgenotes Shana Cox, Lee McConnell en Perri Shakes-Drayton vijfde in 3.24,76. De wedstrijd werd gewonnen door het Amerikaanse estafetteteam in 3.16,87. Jaren later werd ook deze estafette-uitslag, door een doping-misstap van de Russische Kapatsjinskaja en de daaruit voortvloeiende diskwalificatie van het als tweede geëindigde Russische team, opgewaardeerd naar een vierde plaats.

### WK 2013
Ohuruogu sleepte in 2013 haar tweede outdoorwereldtitel binnen bij de WK van Moskou. Ze liep in de finale van de 400 m een tijd van 49,41, dezelfde tijd als de nummer twee Amantle Montsho, tevens een Brits record. Uit de finishfoto bleek, dat Ohuruogu 0,004 seconden sneller was geweest dan Montsho. Later in het toernooi viel Ohuruogu ook bij de estafette in de prijzen: het Britse team, naast Ohuruogu bestaande uit Eilidh Child, Shana Cox en Margaret Adeoye, werd derde achter Rusland en de Verenigde Staten. In 2017 was er echter opnieuw sprake van een opwaardering van deze prestatie, ditmaal omdat na het hertesten van bewaarde monsters van de Russin Antonina Krivosjapka uit 2012 was gebleken, dat deze een verboden middel had gebruikt. Als gevolg daarvan werd de Russin geschorst en het Russische team uit de uitslag geschrapt. Hierdoor schoof het Britse viertal door naar de tweede plaats.

### OS 2016
Op de Olympische Spelen van 2016 nam Ohuruogu deel aan de 400 m en de 4 x 400 m estafette. Op de 400 m sneuvelde ze in de halve finale met een tijd van 51,22. Op de estafette verging het haar beter. Met een tijd van 3.24,81 in de kwalificatieronde plaatste het Britse team zich voor de finale. Daarin liepen Eilidh Doyle, Anyika Onuora, Emily Diamond en Christine Ohuruogu met 3.25,88 weliswaar langzamer, maar veroverden zij hiermee desalniettemin een bronzen medaille. Het goud ging naar de Amerikaanse estafetteploeg, die in 3.19,06 over de finish kwam.

### Einde atletiekloopbaan
In 2017 wist Ohuruogu zich niet te kwalificeren voor de WK in eigen land. Zij was daar overigens wel aanwezig om diverse estafette-medailles in ontvangst te nemen, die als gevolg van in later jaren opgelegde diskwalificaties alsnog naar de diverse Britse ploegen waren gegaan waarvan Ohuguoru deel had uitgemaakt.
In juni 2018 maakte Ohuruogu, op de eerste dag van de Britse kampioenschappen, bekend dat zij, gedwongen door blessures en de tijd die haar studie haar kostte, een punt had gezet achter haar atletiekloopbaan.

## Titels
- Olympisch kampioene 400 m - 2008
- Wereldkampioene 400 m - 2007, 2013
- Wereldindoorkampioene 4 x 400 m - 2012
- Europees indoorkampioene 4 x 400 m - 2013
- Gemenebestkampioene 400 m - 2006
- Brits kampioene 400 m - 2004, 2009, 2012, 2013

## Persoonlijke records
Outdoor
| Onderdeel | Prestatie    | Datum            | Plaats  |
| --------- | ------------ | ---------------- | ------- |
| 100 m     | 11,35 s      | 4 mei 2008       | Irvine  |
| 200 m     | 22,85 s      | 1 juni 2009      | Hengelo |
| 400 m     | 49,41 s (NR) | 12 augustus 2013 | Moskou  |

Indoor
| Onderdeel | Prestatie | Datum            | Plaats     |
| --------- | --------- | ---------------- | ---------- |
| 60 m      | 7,54 s    | 21 februari 2009 | Birmingham |
| 100 m     | 11,90 s   | 14 januari 2006  | Uxbridge   |
| 200 m     | 23,41 s   | 16 februari 2008 | Birmingham |

## Prestaties

### 200 m
- 2008:  Bislett Games – 22,94 s
- 2009:  FBK Games - 22,85 s

### 400 m
Kampioenschappen
- 2003:  EK U20 - 54,21 s
- 2004:  Britse kamp. - 50,98 s
- 2004: 4e in ½ fin. OS - 51,00 s
- 2005:  EK U23 - 50,73 s
- 2005:  AAA U23 - 52,43 s
- 2005:  Britse kamp. - 52,28 s
- 2006:  Gemenebestspelen - 50,28 s
- 2007:  WK - 49,61 s
- 2007:  Wereldatletiekfinale - 50,20 s
- 2008:  OS - 49,62 s
- 2008:  Wereldatletiekfinale - 50,83 s
- 2009:  Britse kamp. - 51,26 s
- 2009: 5e WK - 50,21 s
- 2009:  Memorial Van Damme - 50,43 s
- 2009: 6e Wereldatletiekfinale - 51,42 s
- 2011:  Britse kamp. - 51,91 s
- 2012:  Britse kamp. - 51,89 s
- 2012:  OS - 49,70 s
- 2013:  Britse kamp. - 50,98 s
- 2013:  WK - 49,41 s (NR)
- 2015:  Britse kamp. - 52,04 s
- 2015: 8e WK - 50,63 s
- 2016: 5e in ½ fin. OS - 51,22

Golden League-podiumplekken
- 2007:  ISTAF – 50,40 s
- 2009:  Memorial Van Damme – 50,43 s

Diamond League-podiumplekken
- 2012:  Aviva London Grand Prix – 50,42 s
- 2012:  DN Galan – 50,77 s
- 2012:  Birmingham Grand Prix – 50,67 s
- 2013:  Qatar Athletic Super Grand Prix – 50,53 s
- 2013:  Sainsbury’s Grand Prix – 50,63 s
- 2013:  London Grand Prix – 50,00 s

### 4 x 400 m
- 2004: 4e OS - 3.25,12
- 2005:  WK - 3.24,44
- 2005:  EK U23 - 3.31,64
- 2007:  WK - 3.20,04 (NR)
- 2008:  OS - 3.22,88 ( na DQ Rusland en Wit-Rusland)
- 2009:  WK - 3.25,16 (na DQ Rusland)
- 2011:  WK - 3.23,63 (na DQ Rusland)
- 2012:  WK indoor - 3.28,76
- 2012: 4e OS - 3.24,76 (na DQ Rusland)
- 2013:  EK indoor - 3.27,56
- 2013:  WK - 3.22,61 (na DQ Rusland)
- 2014:  WK indoor - 3.27,90
- 2015:  WK - 3.23,62
- 2016:  OS - 3.25,88 (in serie: 3.24,81)

1964: Betty Cuthbert ·
1968: Colette Besson ·
1972: Monika Zehrt ·
1976: Irena Szewińska ·
1980: Marita Koch ·
1984: Valerie Brisco-Hooks ·
1988: Olga Bryzgina ·
1992: Marie-José Pérec ·
1996: Marie-José Pérec ·
2000: Cathy Freeman ·
2004: Tonique Williams-Darling ·
2008: Christine Ohuruogu ·
2012: Sanya Richards-Ross ·
2016: Shaunae Miller ·
2020: Shaunae Miller ·
2024: Marileidy Paulino
1983 Jarmila Kratochvílová ·
1987 Olga Bryzgina ·
1991 Marie-José Pérec ·
1993 Jearl Miles-Clark ·
1995 Marie-José Pérec ·
1997 Cathy Freeman ·
1999 Cathy Freeman ·
2001 Amy Mbacke Thiam ·
2003 Ana Guevara ·
2005 Tonique Williams-Darling ·
2007 Christine Ohuruogu ·
2009 Sanya Richards ·
2011 Amantle Montsho ·
2013 Christine Ohuruogu ·
2015 Allyson Felix ·
2017 Phyllis Francis ·
2019 Salwa Eid Naser ·
2022 Shaunae Miller-Uibo ·
2023 Marileidy Paulino
- Gemeinsame Normdatei: 1030595283
- World Athletics: 14275963
- International Standard Name Identifier: 0000 0004 0016 1111
- Library of Congress Control Number: nb2013001974
- Virtual International Authority File: 296001030
- WorldCat: E39PBJxrRYFC9Tdr7VbF8WvT73